# Личинколюб білокрилий
Личинколюб білокрилий (Hemipus picatus) — вид горобцеподібних птахів родини вангових (Vangidae).

## Поширення
Вид поширений в Південній та Південно-Східній Азії від Шрі-Ланки та Західних Гат до Калімантану. Живе у тропічних лісах.

## Опис
Дрібна пташка, завдовжки до 15 см. Верхня частина тіла чорна у самців та сіро-коричнева у самиць. На крилах є біла смуга. Нижня частина тіла біла біла. Дзьоб і ноги чорні. Очі темно-карі.

## Спосіб життя
Найчастіше трапляється парами, а також поодиноко, невеликими зграями та у змішаних зграях. Живиться комахами, на яких полює у польоті або ловить на поверхні листків. Гніздовий сезон залежить від ареалу: на Шрі-Ланці він триває з лютого по серпень, в Індії з березня по травень. Конусоподібне гніздо кріпиться до гілки за допомогою павутини. Самець збирає шматочки кори, лишайників, волокон і павутини, а самиця формує гніздо, притискаючи до нього своє тіло. Кора маскує гніздо, ускладнюючи його виявлення. Самиця відкладає 2-3 яйця, блідо-зеленувато-білого забарвлення з темними цятками.

## Підвиди
- H. p. picatus (Sykes, 1832) — Західні Гати;
- H. p. capitalis (Horsfield, 1840) — від Гімалаїв до Лаосу;
- H. p. leggei Whistler, 1939 — Шрі-Ланка;
- H. p. intermedius Salvadori, 1879 — Малайзія, Індонезія.